# We Care a Lot
Albums de Faith No More
Introduce Yourself
(1987)
We Care a Lot est le premier album du groupe californien Faith No More, sorti en 1985 sur le label canadien Mordam Records et produit par Matt Wallace. Il ressort une seconde fois en Australie en novembre 1995, puis fin 1996 au Royaume-Uni.

## Liste des titres
1. "We Care A Lot"
2. "The Jungle"
3. "Mark Bowen"
4. "Jim"
5. "Why Do You Bother"
6. "Greed"
7. "Pills For Breakfast"
8. "As the Worm Turns"
9. "Arabian Disco"
10. "New Beginnings"

## Personnel
- James B. Martin - Guitare
- Chuck Mosley - Chant
- Mike Bordin - Batterie
- Roddy Bottum - Claviers
- Bill Gould - Basse

## Sources
- Discographie officielle